# 2311 El Leoncito
El Leoncito (asteróide 2311) é um asteróide da cintura principal com um diâmetro de 53,14 quilómetros, a 3,4775324 UA. Possui uma excentricidade de 0,0464567 e um período orbital de 2 543,83 dias (6,97 anos).
El Leoncito tem uma velocidade orbital média de 15,59650796 km/s e uma inclinação de 6,60731º.
Esse asteróide foi descoberto em 10 de Outubro de 1974 por Felix Aguilar Obs..